# Zawody wspinaczkowe

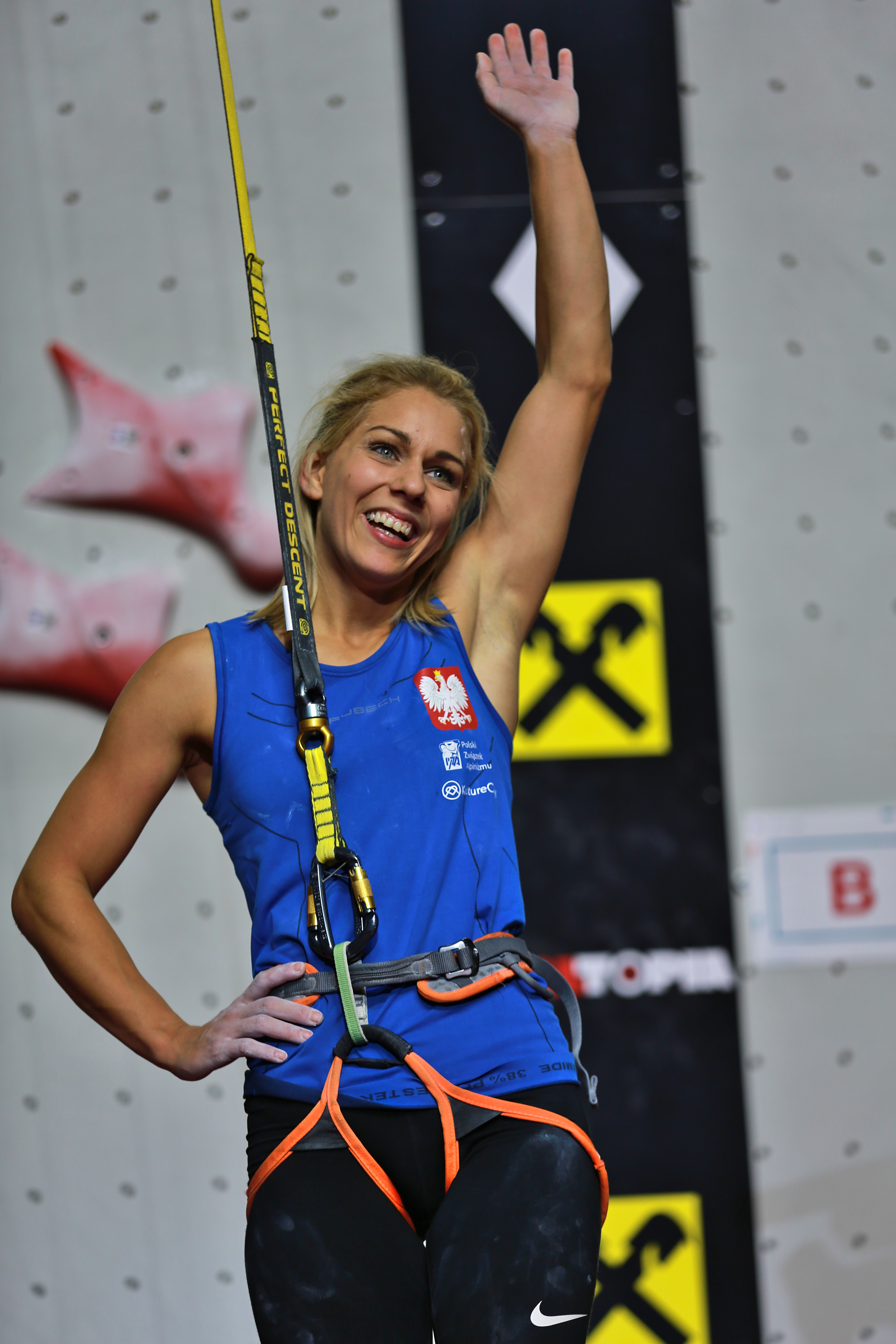
Aleksandra Mirosław - mistrzyni świata z 2018 i 2019 r., podczas zawodów na czas

Zawody wspinaczkowe – rodzaj zawodów sportowych we wspinaczce sportowej rozgrywanych współcześnie głównie na sztucznych ścianach wspinaczkowych. Zawody organizowane są zarówno w zakresie wspinaczki klasycznej, na czas, jak i wspinaczki lodowej (z użyciem raków i dziab) na sztucznie przygotowanej ścianie lodowej.

## Historia
Historycznie pierwsze zawody organizowano na drogach skalnych w rejonach wspinaczkowych, nierzadko preparowanych (otwieranych) specjalnie na potrzeby zawodów. Jednak problemy wynikające z niepowtarzalności warunków (pogoda, oświetlenie, często znajomość rejonu przez gospodarzy zawodów) sprawiły, że ustalona współcześnie formuła zawodów związana jest głównie z drogami na sztucznych ścianach. Jednymi z tradycyjnych zawodów wspinaczkowych rozgrywanych w dalszym ciągu na naturalnej skale są zawody odbywające się na początku maja w chorwackim kanionie Paklenica. Pierwsze zawody wspinaczkowe w Polsce na sztucznej ścianie na trudność o "Puchar Polski" zostały zorganizowane przez Mariusza Gołkowskiego w Tarnowie w 1993 roku.

## Zasady
Postępy zawodników na przygotowanych drogach są oceniane przez sędziów. W zależności od przyjętej formuły zawodnicy przed wspinaczką mogą przebywać w tzw. strefie izolacji, co zapewnia, że każdy z nich ma taka samą ilość czasu na oglądanie drogi oraz nie widzi sposobu pokonywania jej trudności przez konkurentów. We wspinaczce w prowadzeniu liczy się wysokość (mierzona kolejno ponumerowanymi chwytami), do jakiej dociera bez odpadnięcia zawodnik w ramach przydzielonego limitu czasu. W ramach zawodów na czas liczy się czas pokonania drogi bez odpadnięcia, przy czym zawodnicy startują parami na identycznie przygotowanych równoległych drogach. Konkurencja bulderowa rozgrywane jest według formuły obowiązującej w prowadzeniu.
Rozgrywane są osobno konkurencje kobiece i męskie oraz wprowadzany jest podział na kategorie wiekowe.

## Konkurencje

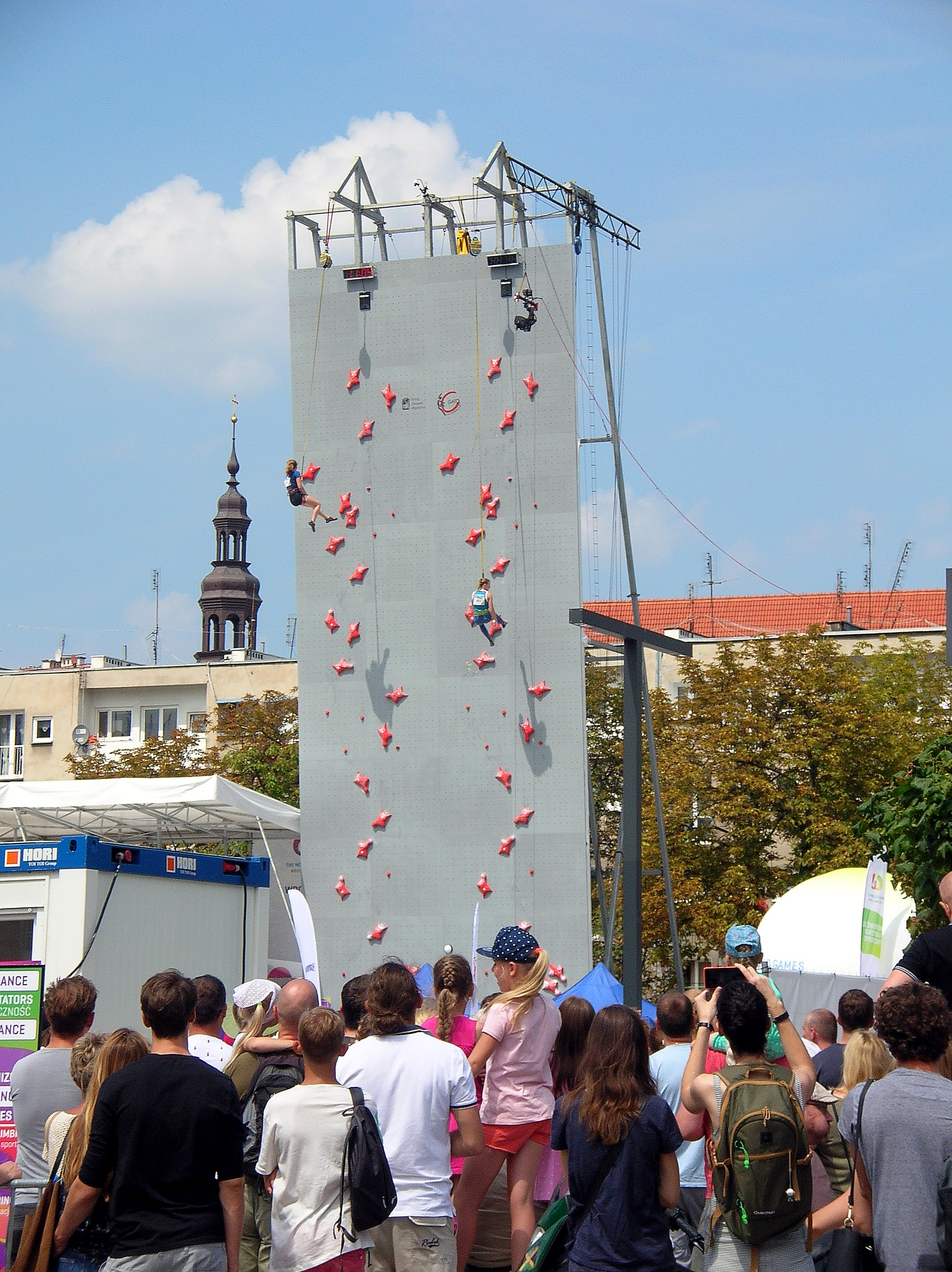
Wrocław. Wspinaczka sportowa podczas zawodów na czas (World Games 2017)

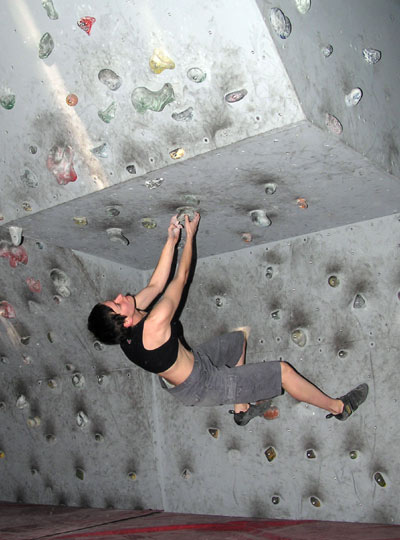
Bouldering w dachu na sztucznej ścianie

Rozgrywane są konkurencje w prowadzeniu, wspinaniu na czas oraz w boulderingu. Czasami, aby uatrakcyjnić przebieg zawodów, wprowadza się dodatkowe widowiskowe konkurencje poza konkursem, jak np. skoki do chwytu (tzw. strzały).
- wspinaczka klasyczna – pokonywanie drogi wspinaczkowej z użyciem wyłącznie rąk i nóg. Sprzęt wspinaczkowy służy tutaj jedynie do asekuracji.
- bouldering – polega na wykonaniu określonej liczby trudnych ruchów przez wspinacza w celu przejście danego problemu skalnego. Konkurencja przebiega z udziałem asekuranta, który pomaga w kontrolowaniu lotu podczas możliwego upadku, zabezpieczając zawodnika przed bezpośrednim uderzeniem o podłoże, szczególnie podczas bulderowego przejścia w dachu (również w okapie)
- prowadzenie – zawodnicy wspinają się jak najwyżej na ścianę o wysokości 15 metrów, w ciągu sześciu minut. Jeśli wspinacz odpadnie od ściany, zapisywana jest mu osiągnięta ostatnia wysokość oraz liczba ładowni, jakie zaliczył. Nie ma możliwości ponownego rozpoczęcia. Wspinacze używają liny zabezpieczającej, przyczepiając ją do ekspresów usytuowanych wzdłuż całej trasy. Sprzęt asekuracyjny pozwala swobodnie poruszać się podczas prowadzenia. Gdy wspinacz przyczepi linę do górnego ekspresu przed upływem czasu, oznacza to ukończenie wspinaczki (tzw. top). Najczęściej zawodnicy kwalifikacje rozgrywają w formule klasycznej, a fazę pucharową w formule duel.
- wspinaczka na czas – o wyniku decyduje czas pokonania drogi o wysokości 15 m usytuowanej pod kątem 95 stopni, podczas zawodów wspinaczkowych. Format tej konkurencji polega na równoczesnym wspinaniu się dwóch zawodników w sposób naprzemienny po dwóch równoległych drogach (ścieżką A i B). Naprzemienność wyścigu, jeśli występuje, polega na wspinaniu się przez każdego zawodnika ścieżkami A i B; do klasyfikacji zalicza się jeden najlepszy wynik (uzyskany z obu wejść na szczyt).
- wspinaczka łączna - jako dyscyplina olimpijska od IO 2020[4], format łączny wspinaczki wynika z faktu stworzenia wieloboju wielozadaniowego złożonego z trzech konkurencji sportowych[5]; boulderingu (B), prowadzenia (P) oraz wspinaczki na czas (C). 
Wynik (W) – ustalany jest jako iloczyn miejsc uzyskanych (osiągniętych) przez zawodnika w poszczególnych konkurencjach (W ⇒ B x P x C).

Nowum tego systemu opracowanego przez ekspertów stowarzyszeń wspinaczkowych jako format dla zawodów (wspinaczki łącznej) organizowanych pod auspicjami IFSC jest, że odstąpiono od przeliczania wyników, punktów, dzielenia, dodawania czyli całej złożoności związanej z obliczaniami (wynik końcowy nie jest sumaryczny ani wielobojowy), a jest iloczynem miejsc wynikających z zajętych w poszczególnych konkurencjach.
{\displaystyle W=\mathbf {B} \times \mathbf {P} \times \mathbf {C} }
- gdzie;  
  - W – wynik końcowy wspinacza
  - B – miejsce w  boulderingu
  - P – miejsce w prowadzeniu
  - C – miejsce we wspinaczce na czas

Przykład obliczania wyników:
- Zawodnik A osiągnął (zajął) miejsca odpowiednio w B - 1; w P - 2; w C - 5 to jego W (wynik ⇒ iloczyn) = 10
- Zawodnik B osiągnął odpowiednio w B - 2; w P - 2; w C - 2 to jego W (wynik ⇒ iloczyn) = 8
- Zawodnik C osiągnął odpowiednio w B - 7; w P - 1; w C - 1 to jego W (wynik ⇒ iloczyn) = 7

Zawody wygrałby zawodnik C, ponieważ uzyskał najniższy iloczyn liczbowy z poszczególnych konkurencji.

## Najbardziej znane zawody wspinaczkowe
- Wspinaczka sportowa na letnich igrzyskach olimpijskich
- Wspinaczka sportowa na World Games 2017
- Wspinaczka sportowa na zimowych światowych wojskowych igrzyskach sportowych

### Polska
- Puchar Polski we wspinaczce sportowej
- Mistrzostwa Polski we wspinaczce sportowej
- Akademickie Mistrzostwa Polski we wspinaczce sportowej

### Świat
- Puchar Świata we Wspinaczce Sportowej (organizowany przez Międzynarodową Federację Wspinaczki Sportowej)
- Rock Master (zawody rozgrywane co roku w Arco)
- Zawody w Paklenicy[6] (rozgrywane co roku na początku maja w kanionie Paklenica na naturalnej wielowyciągowej drodze wspinaczkowej)